# 李恰如种畜场
李恰如种畜场，是中国甘肃省甘南藏族自治州碌曲县下辖的一个乡镇级行政单位。

## 行政区划
李恰如种畜场共辖以下地区：
种畜厂虚拟村。